# Carl Ringvold Jr.
Carl August Ringvold Jr. (Oslo, 16 de dezembro de 1902 — 27 de agosto de 1961) foi um velejador norueguês, campeão olímpico. Ele competiu nos Jogos Olímpicos de Verão de 1924 na classe 8 Metre e conquistou a medalha de ouro na disputa realizada a bordo do Béra com Rick Bockelie, Harald Hagen, Ingar Nielsen e seu pai Carl Ringvold.